# Зенит (мини-футбольный клуб)
МФК «Зенит» — мини-футбольный клуб из Санкт-Петербурга, существовавший в 1993—1999 годах. В 1993—1995 годах назывался «Полесье».
Высшее достижение в чемпионатах России — четвёртое место в сезонах 1996/97 и 1998/99.
Расформирован в 1999 году по финансовым причинам.

## История
Клуб основан в 1993 году под названием «Полесье» — спонсором был одноимённый ресторан напротив стадиона «Турбостроитель». В первые годы существования игрой за него отметились Дмитрий Бородин и Алексей Игонин, ставшие впоследствии известными футболистами. В 1993 году команда стала чемпионом Санкт-Петербурга, в финальном матче обыграв «Локомотив» (4:0). В сезоне 1994/95 петербуржцы сумели пробиться в элиту российского мини-футбола. Свой первый сезон в высшей лиге они начали под названием «Зенит».
Команду возглавил петербуржец Юрий Руднев, впоследствии ставший с московским «Динамо» одним из самых титулованных тренеров России. В сезоне 1995/96 «Зенит» занял лишь 13 место, зато в следующем сезоне преподнёс сенсацию, более половины турнирной дистанции идя вровень с московской «Диной». Но вторую часть чемпионата петербургский клуб прошёл менее уверенно и занял лишь четвёртое место, что, впрочем, являлось хорошим результатом для клуба, проводящего лишь второй сезон в элите. В те годы за него играли петербуржцы Сергей Иванов, Павел Степанов, Андрей Соловьёв и Владислав Щучко, ставшие впоследствии звёздами российского мини-футбола.
В сезоне 1997/98 подопечные Руднева заняли пятое место. Следующий сезон «Зенит» провёл на фоне финансовых проблем, но, несмотря на это, петербуржцы повторили результат позапрошлогоднего сезона и заняли четвёртое место. Однако после этого сезона команда прекратила существование.
В 2017 году существовала идея возродить этот мини-футбольный клуб при ФК «Зенит», однако дальше разговоров дело не зашло.

## Выступления в чемпионатах России
| Сезон     | Лига             | Занятое место |
| --------- | ---------------- | ------------- |
| 1994-1995 | Первая лига (II) | 3             |
| 1995-1996 | Высшая лига (I)  | 13            |
| 1996-1997 | Высшая лига (I)  | 4             |
| 1997-1998 | Высшая лига (I)  | 5             |
| 1998-1999 | Высшая лига (I)  | 4             |

## Известные игроки
| - Виталий Бужор - Сергей Иванов - Юрий Король - Андрей Соловьёв |  | - Алексей Степанов - Павел Степанов - Владислав Фёдоров - Владислав Щучко |